# 鵜沼羽場町
鵜沼羽場町（うぬまはばちょう）は、岐阜県各務原市の地名。現行行政町名は鵜沼羽場町一丁目から鵜沼羽場町八丁目。

## 地理
各務原市の東部の鵜沼地区に位置する。町域の東部は鵜沼西町、鵜沼真名越町、鵜沼小伊木町、西部は鵜沼各務原町、各務おがせ町、南部は鵜沼丸子町、鵜沼大伊木町、北部は松が丘に接する。
町域にはJR高山本線、名古屋鉄道各務原線が通過する。
地名は、かつての鵜沼村の支郷である羽場に因み、かつては鵜沼町羽場区であった。
道路
- 旧・中山道（鵜沼宿街道）
- 国道21号
- にんじん通り

## 歴史
この地域は鵜沼町を構成する古くからある集落の一つであった。
享保6年（1721年）、尾張藩が主導し、この地域で新田（内野新田）の開発が始まる（現・鵜沼羽場町八丁目）。
1975年（昭和50年）12月25日、鵜沼の一部をもって鵜沼羽場町を設置する。

## 世帯数と人口
2024年（令和6年）10月1日現在の世帯数と人口は以下の通りである。
| 丁目             | 世帯数    | 人口    |
| ---------------- | --------- | ------- |
| 鵜沼羽場町一丁目 | 196世帯   | 556人   |
| 鵜沼羽場町二丁目 | 134世帯   | 368人   |
| 鵜沼羽場町三丁目 | 248世帯   | 556人   |
| 鵜沼羽場町四丁目 | 99世帯    | 264人   |
| 鵜沼羽場町五丁目 | 131世帯   | 308人   |
| 鵜沼羽場町六丁目 | 376世帯   | 852人   |
| 鵜沼羽場町七丁目 | 76世帯    | 177人   |
| 鵜沼羽場町八丁目 | 50世帯    | 152人   |
| 計               | 1,310世帯 | 3,233人 |

## 小・中学校の学区
市立小・中学校に通う場合、学区は以下の通りとなる。尚、鵜沼羽場町の場合は、一部の地区の学区が異なる
| 番・番地等                    | 小学校                   | 中学校               |
| ----------------------------- | ------------------------ | -------------------- |
| 鵜沼羽場町2丁目1番地～145番地 | 各務原市立八木山小学校   | 各務原市立鵜沼中学校 |
| 上記以外の鵜沼羽場町          | 各務原市立鵜沼第一小学校 | 各務原市立鵜沼中学校 |

## 交通
- 名古屋鉄道各務原線羽場駅
- 各務原市ふれあいバス鵜沼線、東西線、東西線朝夕便

## 主な施設
- 鵜沼市民サービスセンター
- 福祉センター
- 各務原市消防本部東部方面消防署
- 各務原市立かかみがはら支援学校
- うぬま第二幼稚園
- 合歓の木幼稚園
- 名古屋鉄道各務原線羽場駅
- 津島神社
  - 皆楽座
- 神明神社
- 坊の塚古墳
- 衣装塚古墳